# برنت الشرقية (دائرة انتخابية في المملكة المتحدة)
برنت الشرقية (بالإنجليزية: Brent East)‏ هي إحدى الدوائر الانتخابية في المملكة المتحدة الممثلة في مجلس العموم في برلمان المملكة المتحدة.
عضو البرلمان الذي يمثلها حالياً هو :Sarah Teather (LD).